# Вест Сејлем (Висконсин)
Вест Сејлем (енгл. West Salem) град је у америчкој савезној држави Висконсин.

## Демографија
По попису из 2010. године број становника је 4.799, што је 259 (5,7%) становника више него 2000. године.
| Група             | 2000.         | 2010.         |
| Белци             | 4.429 (97,6%) | 4.601 (95,9%) |
| Афроамериканци    | 23 (0,5%)     | 21 (0,4%)     |
| Азијати           | 20 (0,4%)     | 35 (0,7%)     |
| Хиспаноамериканци | 27 (0,6%)     | 59 (1,2%)     |
| Укупно            | 4.540         | 4.799         |